# De Pernas pro Ar 3
De Pernas pro Ar 3 é um filme de comédia brasileiro, dirigido por Julia Rezende e estrelado por Ingrid Guimarães. O filme foi lançado em 11 de abril de 2019.

## Produção

### Desenvolvimento
Em junho de 2012, em uma entrevista para Folha de S. Paulo, a produtora Mariza Leão, revelou sua opinião sobre o possível terceiro filme da série, comparando-o com a tradição das comédias americanas, como American Pie, que apostam em continuações. De Pernas Pro Ar 2 ultrapassou a marca de quatro milhões de espectadores, assim fazendo com que a distribuidora Paris Filmes confirmasse a data de lançamento de uma nova sequência. Mas a sequência, só veio a ser confirmada em 23 de janeiro de 2013 pelo site Cine Pop.
De Pernas pro Ar 3 estava agendado para estrear no dia 15 de janeiro de 2015, entretanto foi adiado para março de 2017. Foi adiado pela segunda vez, para dezembro de 2018. E pela terceira vez, foi adiado com data definitiva para 11 de abril de 2019. Julia Rezende ficou responsável pela direção. Maria Paula e Bruno Garcia já foram confirmados em seus papeis junto com a estrela da franquia, Ingrid Guimarães.

### Filmagens
As filmagens começaram em abril de 2018 em Paris, tendo terminado na segunda quinzena de junho.

## Elenco
| Título              | Personagem                                     |
| ------------------- | ---------------------------------------------- |
| Ingrid Guimarães    | Alice Segretto                                 |
| Maria Paula Fidalgo | Marcela                                        |
| Bruno Garcia        | João Segretto                                  |
| Eduardo Melo        | Paulo Segretto (Paulinho)                      |
| Samya Pascotto      | Leona                                          |
| Denise Weinberg     | Marion                                         |
| Cristina Pereira    | Rosa                                           |
| Cauã Reymond        | Ele mesmo em Óculos VR (participação especial) |

## Recepção
Após quatro semanas em cartaz, De pernas pro ar 3 alcançou um segundo lugar de filmes mais vistos no Brasil, perdendo apenas para Vingadores Ultimato. O filme levou mais de 1 milhão e meio de pessoas ao cinema, enquanto o filme da Marvel já havia levado quase treze milhões de pessoas para a grande telona.[carece de fontes?]
A atriz Ingrid Guimarães não obteve o sucesso esperado do filme, e fez duras críticas aos cinemas Brasileiros. De acordo com a atriz, o cinema brasileiro deveria ter mais salas para exibir produções nacionais. A atriz mostrou indignação ao saber que seu filme foi retirado de exibição em muitos cinemas brasileiros, dando lugar ao filme Vingadores Ultimato, que chegou a ocupar 90% das salas de cinema no Brasil. [carece de fontes?] Parte do público de Ingrid reclamou que não conseguiu assistir seu filme, pois o filme não estava mais sendo exibido.[carece de fontes?]
Embora tenha feito sucesso, o filme obteve uma recepção bem abaixo de seus anteriores, com um público bem menor do que já era esperado. O Jornalista Marcelo Janor para o Jornal O Globo disse, "Embora a trama seja um tanto previsível, há de se louvar a ausência de piadas chulas"[carece de fontes?]
Barbara Demerovov para o AdoroCinema disse, "Dirigido por Julia Rezende, fica muito claro o cuidado e o olhar que a cineasta constrói na história, que contou a própria Ingrid Guimarães dentro do time de roteiristas. Desde o desenvolvimento detalhado de Alice, que se vê como uma estranha em seu próprio ninho após trabalhar incessantemente por anos, até o espaço dado a seu marido João (Bruno Garcia), que por sua vez tenta se encontrar no meio da arquitetura, é possível ver uma humanização sincera destes e de outros personagens."[carece de fontes?]